# Milovan Rajevac
Milovan Rajevac (cirílico: Милован Рајевац) (n. el 2 de enero de 1954, en Čajetina) es un exfutbolista y entrenador serbio que actualmente está libre tras dejar la coordinador técnico Muangthong United.

## Trayectoria
Rajevac entrenó a varios clubes en su Serbia natal, incluidos el Sloboda Užice, el Estrella Roja de Belgrado, el Vojvodina y el Borac Čačak.
Se convirtió en el entrenador de Ghana en agosto de 2008. Continuó la campaña de clasificación de las Black Stars hasta la Copa Mundial 2010. En el torneo, casi llegaron a las semifinales, ya que perdieron por poco ante Uruguay en los cuartos de final por tanda de penaltis.
Rajevac abandonó Ghana después de la Copa del Mundo el 8 de septiembre de 2010 y ocupó un puesto en el equipo de Arabia Saudita Al-Ahli un día después. Dejó el club saudí en febrero de 2011 para asumir el cargo de entrenador de la selección nacional de Catar. Fue relevado de sus funciones en agosto de 2011.
En septiembre de 2011, Rajevac fue uno de los cuatro entrenadores vinculados con la selección nacional de Egipto, y en febrero de 2014 fue uno de los cuatro entrenadores vinculados con la selección nacional de Burkina Faso.
El 15 de junio de 2016, fue nombrado oficialmente entrenador del Rudar Velenje en Eslovenia. Sin embargo, el 26 de junio de 2016 fue oficializado como entrenador de la selección nacional de Argelia. Renunció al cargo en octubre de 2016, luego de dos partidos.
En abril de 2017, después de la renuncia de Kiatisuk Senamuang, tuvo una entrevista con la Asociación de Fútbol de Tailandia y se esperaba que se convirtiera en el entrenador de la selección nacional de fútbol de Tailandia. Finalmente, fue designado con un contrato de un año con opción a otro año el 26 de abril de 2017.
El 5 de febrero de 2018, la Asociación de Fútbol de Tailandia anunció la extensión del contrato de Rajevac hasta 2020. Fue despedido el 7 de enero de 2019 luego de una derrota por 4-1 anteIndia en la Copa Asiática 2019.
Volvió a dirigir la selección nacional de Ghana por segunda vez en septiembre de 2021. Fue despedido en enero de 2022 después de quedar eliminados en la Copa Africana de Naciones.
En octubre de 2022 se convirtió en el director deportivo del Muangthong United.

## Clubes

### Como jugador
| Club          | País   | Año         |
| ------------- | ------ | ----------- |
| Borac Čačak   | Serbia | 1975 - 1978 |
| Estrella Roja | Serbia | 1978 - 1979 |
| FK Vojvodina  | Serbia | 1979 - 1980 |
| Borac Čačak   | Serbia | 1982 - 1984 |
| Sloboda Užice | Serbia | 1985 - 1986 |

### Como entrenador
| Club          | País           | Año         |
| ------------- | -------------- | ----------- |
| Sloboda Užice | Serbia         | 1996        |
| Estrella Roja | Serbia         | 2004        |
| FK Vojvodina  | Serbia         | 2006 - 2007 |
| Borac Čačak   | Serbia         | 2008        |
| Ghana         | Ghana          | 2008 - 2010 |
| Al-Ahli       | Arabia Saudita | 2010 - 2011 |
| Catar         | Catar          | 2011        |
| Argelia       | Argelia        | 2016        |
| Tailandia     | Tailandia      | 2017 - 2019 |
| Ghana         | Ghana          | 2021 - 2022 |